# Bracht (Brüggen)
Bracht is een plaats in Noordrijn-Westfalen en onderdeel van de gemeente Brüggen. Bracht telt ruim 6.700 inwoners.

## Geschiedenis
De plaats werd voor het eerst schriftelijk vermeld in 1116, als Brath. Het behoorde tot het Hertogdom Gulik en vanaf 1614 tot Gulik en Berg. In 1815 kwam het aan Pruisen.

## Bezienswaardigheden
Tot de bezienswaardigheden behoren:
- Brachter Mühle, een molenromp, voormalige windmolen
- Evangelische kerk (1699)
- Maria-Hemelvaartskerk, in gotische stijl, van 1484
- Joodse begraafplaats Bracht

Ten westen van Bracht bevindt zich het uitgestrekte Brachter Wald, dat zich uitstrekt tot de Duits-Nederlandse grens en eindigt met een abrupte steilrand van het Maasterras.

## Geboren
- Hendrick Goltzius (1558–1617), schilder en graficus

## Nabijgelegen kernen
Brüggen, Born, Kaldenkerken, Breyell, Reuver, Belfeld